# La hija de Mata-Hari
La hija de Mata-Hari es una película franco-italiana dirigida por Carmine Gallone y Renzo Merusi.

## Argumentos
Elyne (Ludmilla Tchérina) es la hija de Mata Hari que va a trabajar a un cabaret de Java. Un día el Príncipe Anak (Erno Crisa) aparece en el cabaret y se enamora a primera vista con sus sensuales movimientos. Elyne no le revela la verdadera identidad al príncipe. La relación de ambos provoca los celos del empresario que en un arranque de ira, revela a la muchacha el secreto de quien fue su madre. Entran los japoneses en Java y Elyne se presta a colaborar como espía a favor de los aliados, pero con el solo propósito de salvar más tarde a su amante que colabora con los japoneses aunque en realidad sólo le importa la libertad de su patria.

## Comentarios
Basada en la novela Cécil Saint-Laurent.
- Datos: Q3822372